# NGC 3200
NGC 3200 је спирална галаксија у сазвежђу Хидра која се налази на NGC листи објеката дубоког неба.
Деклинација објекта је - 17° 58' 56" а ректасцензија 10h 18m 36,4s. Привидна величина (магнитуда) објекта NGC 3200 износи 12,1 а фотографска магнитуда 12,9. Налази се на удаљености од 52,397 милиона парсека од Сунца. NGC 3200 је још познат и под ознакама ESO 567-45, MCG -3-26-37, UGCA 210, PGC 30108.